# Pescone
Il Pescone è un torrente del Piemonte, principale immissario della sponda orientale del lago d'Orta. Transita dapprima nel Verbano-Cusio-Ossola e poi in Provincia di Novara; nel suo breve corso crea pericolosi orridi.

## Percorso
Nasce dalle falde del Mottarone e, dopo aver attraversato la frazione di Omegna Pescone (dalla quale trae il nome), segna per un tratto il confine tra Armeno e Pettenasco e si getta poi nel lago d'Orta nei pressi del capoluogo di quest'ultimo comune.

## Utilizzi
Nella parte alta del corso del torrente vi è una centrale elettrica, installata nei primi del '900, di proprietà dalla ditta Lagostina.
Il Pescone è stato da sempre una risorsa sia idrica che energetica per la zona che attraversa. Nonostante il suo breve corso, la portata costante veniva utilizzata per la produzione di energia. I mulini oggi hanno cessato l'attività, ma un piccolo turismo si sta sviluppando: il corso impetuoso del torrente è utilizzato fino a Pettenasco per Kayaking oppure per la pesca sportiva.

## Pesca
Vengono immesse le trote ed salmerini. Per pescare bisogna essere possessori di tessera FIPSAS.